# California State University - Sacramento

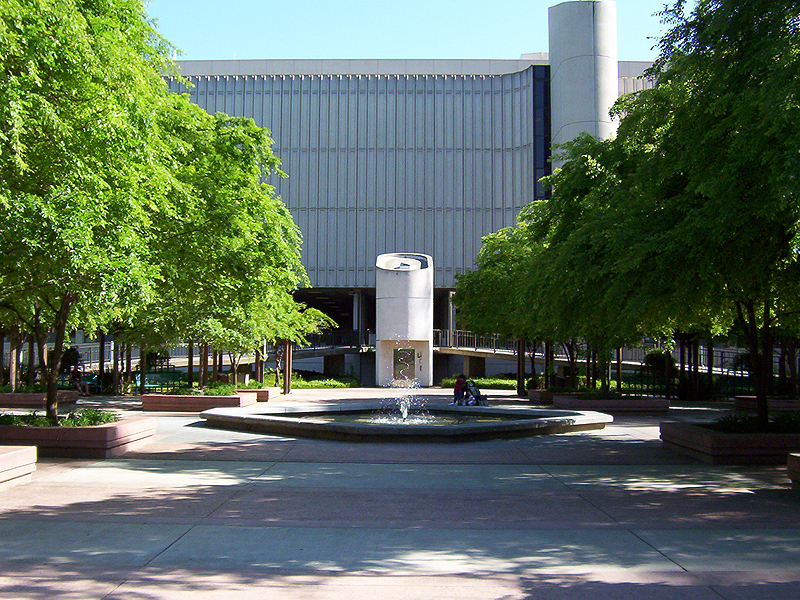
Plein voor de universiteitsbibliotheek van Sacramento State

De California State University - Sacramento, ook bekend als Sacramento State, is een Amerikaanse openbare universiteit in de Californische hoofdstad Sacramento. De universiteit maakt deel uit van het California State University-systeem, dat in totaal 23 campussen telt. Met zo'n 29.000 studenten is Sacramento State een van de grootste universiteiten in het CSU-systeem.

## Onderwijs
Er worden 60 bachelor- en 40 masteropleidingen aangeboden aan Sacramento State. Het grootste onderwijsprogramma is de lerarenopleiding, gevolgd door bedrijfskunde, strafrecht, communicatiewetenschap, psychologie en informatica.

### Colleges
De onderwijstaken van Sacramento State zijn onderverdeeld in acht colleges:
- College of Arts and Letters
- College of Business Administration
- College of Continuing Education
- College of Education
- College of Engineering & Computer Science
- College of Health & Human Services
- College of Natural Sciences & Mathematics
- College of Social Sciences & Interdisciplinary Studies

## Alumni
Enkele bekende alumni van Sacramento State zijn:
- Ann Bannon, schrijfster
- Creed Bratton, acteur en muzikant
- Raymond Carver, dichter en schrijver
- Chi Cheng, muzikant
- Noreen Evans, politica
- Tom Hanks, acteur en regisseur
- Wally Herger, politicus
- Kayden Kross, pornoactrice
- Bridget Marquardt, model en actrice
- Bobby McFerrin, zanger
- Brian Posehn, acteur en komiek
- Mel Ramos, kunstschilder
- Wayne Thiebaud, kunstschilder